# Beni culturali d'importanza nazionale nel canton Ticino
Questa lista contiene tutti i beni culturali di importanza nazionale (classe A) del canton Ticino ricavato dall'Inventario dei beni culturali svizzeri d'importanza nazionale e regionale. È ordinato per comune e contiene 150 edifici singoli, 26 collezioni e 35 siti archeologici.
Le coordinate geografiche fornite sono nel Sistema di coordinate svizzere.

## Acquarossa
| KGS No.? | Immagine                                  | Nome                                      | Indirizzo | Tipo | CH1903 coordinata X | CH1903 coordinata Y | Luogo                  |
| -------- | ----------------------------------------- | ----------------------------------------- | --------- | ---- | ------------------- | ------------------- | ---------------------- |
| 10549    | Casa dei Pagani a Boscone                 | Casa dei Pagani a Boscone                 | Dongio    |      | 716.950             | 144.110             | 46.438124°N 8.960468°E |
| 5690     | Chiesa di S. Carlo a Negrentino           | Chiesa di S. Carlo a Negrentino           | Prugiasco |      | 714.010             | 146.790             | 46.462734°N 8.92288°E  |
| 5432     | Chiesa di S. Remigio                      | Chiesa di S. Remigio                      | Corzoneso |      | 715.957             | 144.144             | 46.438602°N 8.947558°E |
| 5527     | Palazzo del Pretorio (Casa dei Landfogti) | Palazzo del Pretorio (Casa dei Landfogti) | Lottigna  |      | 715.584             | 147.571             | 46.469489°N 8.943561°E |
| 10532    | Ruderi del convento a Monastero           | Ruderi del convento a Monastero           | Corzoneso |      | 716.450             | 143.600             | 46.433624°N 8.953835°E |

## Airolo
| KGS No.? | Immagine                                                                             | Nome                                                                                 | Indirizzo       | Tipo | CH1903 coordinata X | CH1903 coordinata Y | Luogo                  |
| -------- | ------------------------------------------------------------------------------------ | ------------------------------------------------------------------------------------ | --------------- | ---- | ------------------- | ------------------- | ---------------------- |
| 9056     | Complesso sul Passo del S.Gottardo: ospizio, vecchia sosta, ospizio vecchio e stalla | Complesso sul Passo del S.Gottardo: ospizio, vecchia sosta, ospizio vecchio e stalla |                 |      | 686.510             | 156.621             | 46.555275°N 8.566768°E |
| 5226     | Forte Airolo                                                                         | Forte Airolo                                                                         |                 |      | 688.272             | 153.655             | 46.528367°N 8.589175°E |
| 9079     | Forte Foppa                                                                          | Forte Foppa                                                                          |                 |      | 688.219             | 153.793             | 46.529615°N 8.58851°E  |
| 10517    | Insediamento preistorico e necropoli romana a Madrano                                | Insediamento preistorico e necropoli romana a Madrano                                | Motto Caslascio |      | 691.280             | 153.450             | 46.52612°N 8.628335°E  |
| 10516    | Insediamento preistorico sul Passo del S.Gottardo                                    | Insediamento preistorico sul Passo del S.Gottardo                                    | Alpe di Rodont  |      | 685.700             | 158.600             | 46.57318°N 8.556574°E  |

## Alto Malcantone
| KGS No.? | Immagine                          | Nome                              | Indirizzo | Tipo | CH1903 coordinata X | CH1903 coordinata Y | Luogo                 |
| -------- | --------------------------------- | --------------------------------- | --------- | ---- | ------------------- | ------------------- | --------------------- |
| 5242     | Chiesa parrocchiale di S. Michele | Chiesa parrocchiale di S. Michele | Arosio    |      | 713.131             | 100.643             | 46.047838°N 8.90025°E |

## Arbedo-Castione
| KGS No.? | Immagine                              | Nome                                  | Indirizzo          | Tipo | CH1903 coordinata X | CH1903 coordinata Y | Luogo                  |
| -------- | ------------------------------------- | ------------------------------------- | ------------------ | ---- | ------------------- | ------------------- | ---------------------- |
| 5238     | Chiesa di S. Paolo detta Chiesa Rossa | Chiesa di S. Paolo detta Chiesa Rossa | Via Del Carmagnola |      | 723.529             | 118.431             | 46.205995°N 9.039239°E |

## Arogno
| KGS No.? | Immagine                          | Nome                              | Indirizzo       | Tipo | CH1903 coordinata X | CH1903 coordinata Y | Luogo                  |
| -------- | --------------------------------- | --------------------------------- | --------------- | ---- | ------------------- | ------------------- | ---------------------- |
| 5240     | Chiesa parrocchiale di S. Stefano | Chiesa parrocchiale di S. Stefano | via alla Chiesa |      | 720.174             | 090.954             | 45.959482°N 8.988747°E |

## Ascona
| KGS No.? | Immagine                                               | Nome                                                   | Indirizzo              | Tipo | CH1903 coordinata X | CH1903 coordinata Y | Luogo                  |
| -------- | ------------------------------------------------------ | ------------------------------------------------------ | ---------------------- | ---- | ------------------- | ------------------- | ---------------------- |
| 10262    | Albergo Monte Verità, parco, case                      | Albergo Monte Verità, parco, case                      | via Collina 78–84      |      | 702.290             | 112.759             | 46.158541°N 8.762858°E |
| 8634     | Percorso museale Monte Verità                          | Percorso museale Monte Verità                          | via Collina 78–84      |      | 702.290             | 112.759             | 46.158541°N 8.762858°E |
| 5248     | Casa Serodine                                          | Casa Serodine                                          | piazzetta San Pietro 4 |      | 702.680             | 112.343             | 46.15474°N 8.767815°E  |
| 9135     | Casa unifamiliare Tuia                                 | Casa unifamiliare Tuia                                 | sentiero Roccolo 11    |      | 702.671             | 112.850             | 46.159301°N 8.767809°E |
| 5250     | Chiesa di S. Maria della Misericordia e Collegio Papio | Chiesa di S. Maria della Misericordia e Collegio Papio | via delle Cappelle 1   |      | 702.915             | 112.395             | 46.155172°N 8.770867°E |
| 5253     | Chiesa di S. Michele con rovine del castello medievale | Chiesa di S. Michele con rovine del castello medievale |                        |      | 702.355             | 112.235             | 46.153818°N 8.763585°E |
| 5249     | Chiesa parrocchiale dei SS. Pietro e Paolo             | Chiesa parrocchiale dei SS. Pietro e Paolo             | piazzetta San Pietro   |      | 702.677             | 112.370             | 46.154983°N 8.767782°E |
| 5251     | Insediamento preistorico-medievale Balladrum           | Insediamento preistorico-medievale Balladrum           |                        |      | 701.260             | 112.500             | 46.156367°N 8.74947°E  |
| 8640     | Museo comunale d'arte                                  | Museo comunale d'arte                                  | via Borgo 34           |      | 702.630             | 112.449             | 46.155701°N 8.767191°E |
| 8628     | Museo Epper                                            | Museo Epper                                            | via Albarelle 14       |      | 703.112             | 111.922             | 46.150887°N 8.773313°E |
| 9389     | Teatro S. Materno                                      | Teatro S. Materno                                      | via Losone 3           |      | 703.126             | 113.073             | 46.161238°N 8.773748°E |
| 9136     | Villa                                                  | Villa                                                  | via Ludwig 26          |      | 701.053             | 112.076             | 46.152584°N 8.7467°E   |

## Balerna
| KGS No.? | Immagine                                  | Nome                                      | Indirizzo              | Tipo | CH1903 coordinata X | CH1903 coordinata Y | Luogo                  |
| -------- | ----------------------------------------- | ----------------------------------------- | ---------------------- | ---- | ------------------- | ------------------- | ---------------------- |
| 5261     | Complesso della collegiata di S. Vittore  | Complesso della collegiata di S. Vittore  | Via Carlo Silva        |      | 721.902             | 078.778             | 45.849669°N 9.007891°E |
| 10265    | Magazzini Generali                        | Magazzini Generali                        | via Magazzini Generali |      | 722.371             | 078.521             | 45.847273°N 9.013861°E |
| 5262     | Ruderi del castello medievale a Pontegana | Ruderi del castello medievale a Pontegana |                        |      | 722.530             | 078.050             | 45.843009°N 9.015785°E |

## Bellinzona
| KGS No.? | Immagine                                            | Nome                                                | Indirizzo                    | Tipo | CH1903 coordinata X | CH1903 coordinata Y | Luogo                  |
| -------- | --------------------------------------------------- | --------------------------------------------------- | ---------------------------- | ---- | ------------------- | ------------------- | ---------------------- |
| 8974     | Archivio di Stato del Cantone Ticino                | Archivio di Stato del Cantone Ticino                | viale Stefano Franscini 30 a |      | 721.549             | 116.929             | 46.192846°N 9.0132°E   |
| 8565     | Collezione etnografica dello Stato                  | Collezione etnografica dello Stato                  | viale Stefano Franscini 30 a |      | 721.549             | 116.929             | 46.192846°N 9.0132°E   |
| 10528    | Collezione archeologica dello Stato                 | Collezione archeologica dello Stato                 | viale Stefano Franscini 30 a |      | 721.549             | 116.929             | 46.192846°N 9.0132°E   |
| 9029     | Bagno Pubblico                                      | Bagno Pubblico                                      | via Mirasole 20              |      | 721.862             | 117.563             | 46.198492°N 9.017419°E |
| 5270     | Castel Grande                                       | Castel Grande                                       |                              |      | 722.275             | 116.987             | 46.193237°N 9.022617°E |
| 11786    | Museo di Castel Grande con collezioni archeologiche | Museo di Castel Grande con collezioni archeologiche |                              |      | 722.275             | 116.987             | 46.193237°N 9.022617°E |
| 9681     | Castelli e città (medioevo / epoca moderna)         | Castelli e città (medioevo / epoca moderna)         |                              |      | 722.350             | 116.900             | 46.19244°N 9.023566°E  |
| 11787    | Castello di Montebello                              | Castello di Montebello                              | via Artore 4                 |      | 722.599             | 116.771             | 46.191235°N 9.026756°E |
| 5271     | Museo Civico                                        | Museo Civico                                        | via Artore 4                 |      | 722.599             | 116.771             | 46.191235°N 9.026756°E |
| 5272     | Castello di Sasso Corbaro                           | Castello di Sasso Corbaro                           | via Sasso Corbaro 44         |      | 722.805             | 116.435             | 46.188176°N 9.029336°E |
| 5275     | Chiesa di S. Maria delle Grazie e convento          | Chiesa di S. Maria delle Grazie e convento          | via Convento                 |      | 722.000             | 116.135             | 46.185624°N 9.018833°E |
| 5274     | Chiesa parrocchiale di S. Biagio a Ravecchia        | Chiesa parrocchiale di S. Biagio a Ravecchia        | via San Biagio               |      | 722.181             | 116.125             | 46.185501°N 9.021174°E |
| 5276     | Collegiata dei Ss. Pietro e Stefano                 | Collegiata dei Ss. Pietro e Stefano                 | piazza Collegiata            |      | 722.376             | 116.815             | 46.191671°N 9.02388°E  |
| 10266    | Murata e fortificazioni                             | Murata e fortificazioni                             |                              |      | 721.821             | 116.945             | 46.192941°N 9.016726°E |
| 9395     | Scuola media                                        | Scuola media                                        | via Lavizzari 28             |      | 722.061             | 117.379             | 46.196801°N 9.019948°E |
| 5278     | Teatro sociale                                      | Teatro sociale                                      | piazza Governo 11            |      | 722.169             | 116.729             | 46.190935°N 9.021177°E |

## Biasca
| KGS No.? | Immagine                                    | Nome                                        | Indirizzo        | Tipo | CH1903 coordinata X | CH1903 coordinata Y | Luogo                  |
| -------- | ------------------------------------------- | ------------------------------------------- | ---------------- | ---- | ------------------- | ------------------- | ---------------------- |
| 9096     | Arsenale                                    | Arsenale                                    | Via Ai Grotti 28 |      | 718.138             | 136.026             | 46.365209°N 8.973865°E |
| 5302     | Chiesa prepositurale dei SS. Pietro e Paolo | Chiesa prepositurale dei SS. Pietro e Paolo |                  |      | 718.126             | 135.413             | 46.359698°N 8.973553°E |

## Bioggio
| KGS No.? | Immagine                                       | Nome                                           | Indirizzo       | Tipo | CH1903 coordinata X | CH1903 coordinata Y | Luogo                  |
| -------- | ---------------------------------------------- | ---------------------------------------------- | --------------- | ---- | ------------------- | ------------------- | ---------------------- |
| 10518    | Area di culto romana e sito antico S. Maurizio | Area di culto romana e sito antico S. Maurizio | Via alla Chiesa |      | 713.650             | 096.850             | 46.013637°N 8.906038°E |

## Bissone
| KGS No.? | Immagine                            | Nome                                | Indirizzo    | Tipo | CH1903 coordinata X | CH1903 coordinata Y | Luogo                  |
| -------- | ----------------------------------- | ----------------------------------- | ------------ | ---- | ------------------- | ------------------- | ---------------------- |
| 5321     | Chiesa parrocchiale di S. Carpoforo | Chiesa parrocchiale di S. Carpoforo | Via Maroggia |      | 718.455             | 089.754             | 45.948993°N 8.966279°E |

## Blenio
| KGS No.? | Immagine                          | Nome                              | Indirizzo | Tipo | CH1903 coordinata X | CH1903 coordinata Y | Luogo                  |
| -------- | --------------------------------- | --------------------------------- | --------- | ---- | ------------------- | ------------------- | ---------------------- |
| 5650     | Chiesa parrocchiale di S. Martino | Chiesa parrocchiale di S. Martino | Olivone   |      | 715.284             | 154.257             | 46.529674°N 8.941323°E |

## Bodio
| KGS No.? | Immagine                               | Nome                                   | Indirizzo | Tipo | CH1903 coordinata X | CH1903 coordinata Y | Luogo                 |
| -------- | -------------------------------------- | -------------------------------------- | --------- | ---- | ------------------- | ------------------- | --------------------- |
| 10269    | Centrale idroelettrica della Biaschina | Centrale idroelettrica della Biaschina |           |      | 712.322             | 137.628             | 46.380616°N 8.89869°E |

## Bosco Gurin
| KGS No.? | Immagine   | Nome       | Indirizzo | Tipo | CH1903 coordinata X | CH1903 coordinata Y | Luogo                  |
| -------- | ---------- | ---------- | --------- | ---- | ------------------- | ------------------- | ---------------------- |
| 8564     | Walserhaus | Walserhaus |           |      | 680.976             | 130.078             | 46.317219°N 8.489974°E |

## Breggia
| KGS No.? | Immagine     | Nome         | Indirizzo          | Tipo | CH1903 coordinata X | CH1903 coordinata Y | Luogo                  |
| -------- | ------------ | ------------ | ------------------ | ---- | ------------------- | ------------------- | ---------------------- |
| 5350     | Casa Cantoni | Casa Cantoni | Cabbio             |      | 724.768             | 084.254             | 45.898395°N 9.046218°E |
| 10291    | Nevèra       | Nevèra       | Muggio, alpe Genor |      | 723.058             | 086.695             | 45.920661°N 9.024827°E |

## Brissago
| KGS No.? | Immagine                                                               | Nome                                                                    | Indirizzo              | Tipo | CH1903 coordinata X | CH1903 coordinata Y | Luogo                  |
| -------- | ---------------------------------------------------------------------- | ----------------------------------------------------------------------- | ---------------------- | ---- | ------------------- | ------------------- | ---------------------- |
| 5339     | Casa Baccalà                                                           | Casa Baccalà                                                            | Vicolo al Castello     |      | 698.403             | 108.333             | 46.119311°N 8.711618°E |
| 8625     | Museo Leoncavallo                                                      | Museo Leoncavallo                                                       | Vicolo al Castello     |      | 698.403             | 108.333             | 46.119311°N 8.711618°E |
| 5340     | Chiesa della Madonna del Ponte                                         | Chiesa della Madonna del Ponte                                          | via Valmara            |      | 697.926             | 107.512             | 46.111996°N 8.705277°E |
| 5341     | Chiesa Santuario di S. Maria Addoloratadel Sacro Monte, con Via Crucis | Chiesa Santuario di S. Maria Addolorata del Sacro Monte, con Via Crucis | gradinata del Calvario |      | 697.944             | 108.530             | 46.121149°N 8.705722°E |
| 5342     | Isole di Brissago e Parco botanico                                     | Isole di Brissago e Parco botanico                                      |                        |      | 700.250             | 109.850             | 46.132683°N 8.735831°E |
| 10519    | Edificio di culto medievale                                            | Edificio di culto medievale                                             |                        |      | 700.250             | 109.850             | 46.132683°N 8.735831°E |

## Cademario
| KGS No.?   | Immagine                                   | Nome                                       | Indirizzo           | Tipo | CH1903 coordinata X | CH1903 coordinata Y | Luogo                  |
| ---------- | ------------------------------------------ | ------------------------------------------ | ------------------- | ---- | ------------------- | ------------------- | ---------------------- |
| 5353, 8659 | Chiesa parrocchiale di S. Ambrogio         | Chiesa parrocchiale di S. Ambrogio         | Strada della Chiesa |      | 713.044             | 097.727             | 46.021627°N 8.898426°E |
| 5353, 8659 | Chiesa parrocchiale di S. Ambrogio (museo) | Chiesa parrocchiale di S. Ambrogio (museo) | Strada della Chiesa |      | 713.044             | 097.727             | 46.021627°N 8.898426°E |
| 10520      | Necropoli a Forcora                        | Necropoli a Forcora                        |                     |      | 711.870             | 097.150             | 46.016632°N 8.883132°E |

## Cadro
| KGS No.? | Immagine                        | Nome                            | Indirizzo       | Tipo | CH1903 coordinata X | CH1903 coordinata Y | Luogo                  |
| -------- | ------------------------------- | ------------------------------- | --------------- | ---- | ------------------- | ------------------- | ---------------------- |
| 5355     | Chiesa parrocchiale di S. Agata | Chiesa parrocchiale di S. Agata | Via dei Circoli |      | 719.813             | 100.574             | 46.046065°N 8.986539°E |

## Camorino
| KGS No.? | Immagine                                                 | Nome                                                     | Indirizzo   | Tipo | CH1903 coordinata X | CH1903 coordinata Y | Luogo                 |
| -------- | -------------------------------------------------------- | -------------------------------------------------------- | ----------- | ---- | ------------------- | ------------------- | --------------------- |
| 10453    | Fortificazioni ottocentesche, dette «Fortini della Fame» | Fortificazioni ottocentesche, dette «Fortini della Fame» | ai Scarsitt |      | 721.914             | 113.819             | 46.16481°N 9.017116°E |

## Campo
| KGS No.? | Immagine                                                                | Nome                                                                    | Indirizzo | Tipo | CH1903 coordinata X | CH1903 coordinata Y | Luogo                  |
| -------- | ----------------------------------------------------------------------- | ----------------------------------------------------------------------- | --------- | ---- | ------------------- | ------------------- | ---------------------- |
| 5361     | Case Pedrazzini e Oratorio di San Giovanni Battista a Campo Vallemaggia | Case Pedrazzini e Oratorio di San Giovanni Battista a Campo Vallemaggia |           |      | 681.389             | 126.958             | 46.289105°N 8.49479°E  |
| 5362     | Chiesa parrocchiale di S. Bernardo e Via Crucis                         | Chiesa parrocchiale di S. Bernardo e Via Crucis                         |           |      | 681.691             | 126.889             | 46.288448°N 8.498697°E |

## Capriasca
| KGS No.? | Immagine                                                         | Nome                                                             | Indirizzo                  | Tipo | CH1903 coordinata X | CH1903 coordinata Y | Luogo                  |
| -------- | ---------------------------------------------------------------- | ---------------------------------------------------------------- | -------------------------- | ---- | ------------------- | ------------------- | ---------------------- |
| 5531     | Chiesa di SS. Pietro e Paolo                                     | Chiesa di SS. Pietro e Paolo                                     | Lugaggia                   |      | 718.733             | 101.044             | 46.050483°N 8.972709°E |
| 5761     | Chiesa parrocchiale dei SS. Antonio da Padova, Giacomo e Filippo | Chiesa parrocchiale dei SS. Antonio da Padova, Giacomo e Filippo | Vaglio, via alla Chiesa    |      | 717.469             | 102.268             | 46.061712°N 8.956687°E |
| 10392    | Chiesa plebana di S. Stefano                                     | Chiesa plebana di S. Stefano                                     | Tesserete, via alla Chiesa |      | 718.143             | 102.938             | 46.06762°N 8.965564°E  |
| 8639     | Complesso del Convento di S. Maria Assunta e Museo a Bigorio     | Complesso del Convento di S. Maria Assunta e Museo a Bigorio     |                            |      | 716.973             | 103.423             | 46.072186°N 8.950567°E |
| 9683     | Torre e insediamento medievale a Redde                           | Torre e insediamento medievale a Redde                           | Vaglio                     |      | 717.830             | 101.215             | 46.052179°N 8.961087°E |

## Carona
| KGS No.? | Immagine                                                       | Nome                                                           | Indirizzo | Tipo | CH1903 coordinata X | CH1903 coordinata Y | Luogo                  |
| -------- | -------------------------------------------------------------- | -------------------------------------------------------------- | --------- | ---- | ------------------- | ------------------- | ---------------------- |
| 5373     | Chiesa della Madonna d’Ongero                                  | Chiesa della Madonna d’Ongero                                  |           |      | 715.250             | 089.967             | 45.951463°N 8.925008°E |
| 5372     | Chiesa parrocchiale dei SS. Giorgio e Andrea e Loggia comunale | Chiesa parrocchiale dei SS. Giorgio e Andrea e Loggia comunale |           |      | 716.156             | 090.765             | 45.958485°N 8.936886°E |
| 5375     | Complesso di S. Maria Assunta di Torello                       | Complesso di S. Maria Assunta di Torello                       |           |      | 714.288             | 089.487             | 45.947309°N 8.912488°E |

## Castel San Pietro
| KGS No.? | Immagine                                                 | Nome                                                     | Indirizzo       | Tipo | CH1903 coordinata X | CH1903 coordinata Y | Luogo                  |
| -------- | -------------------------------------------------------- | -------------------------------------------------------- | --------------- | ---- | ------------------- | ------------------- | ---------------------- |
| 5385     | Chiesa di S. Pietro (Chiesa Rossa) e ruderi del castello | Chiesa di S. Pietro (Chiesa Rossa) e ruderi del castello | Via al Ponte    |      | 722.333             | 079.796             | 45.858747°N 9.013701°E |
| 5384     | Chiesa parrocchiale di S. Eusebio                        | Chiesa parrocchiale di S. Eusebio                        | via alla Chiesa |      | 722.026             | 079.898             | 45.85972°N 9.009775°E  |
| 5387     | Villa Turconi a Loverciano                               | Villa Turconi a Loverciano                               | via Loverciano  |      | 721.465             | 080.105             | 45.861682°N 9.002607°E |

## Centovalli
| KGS No.? | Immagine                          | Nome                              | Indirizzo                 | Tipo | CH1903 coordinata X | CH1903 coordinata Y | Luogo                  |
| -------- | --------------------------------- | --------------------------------- | ------------------------- | ---- | ------------------- | ------------------- | ---------------------- |
| 5665     | Chiesa parrocchiale di S. Michele | Chiesa parrocchiale di S. Michele | Palagnedra, piazza Chiesa |      | 692.042             | 112.227             | 46.155233°N 8.630108°E |

## Cevio
| KGS No.? | Immagine | Nome | Indirizzo | Tipo | CH1903 coordinata X | CH1903 coordinata Y | Luogo                  |
| -------- | --- | --- | --------- | ---- | ------------------- | ------------------- | ---------------------- |
| 9273     | Casa Calanchini-Respini | Casa Calanchini-Respini | Piazza    |      | 689.541             | 130.148             | 46.316762°N 8.601174°E |
| 5402     | Case Franzoni (Palazzo Franzoni e Casa Respini-Moretti)                                                                       | Case Franzoni (Palazzo Franzoni e Casa Respini-Moretti)                                                                        |           |      | 689.549             | 130.609             | 46.320907°N 8.601366°E |
| 8566     | Museo di Valmaggia | Museo di Valmaggia |           |      | 689.549             | 130.609             | 46.320907°N 8.601366°E |
| 5400     | Chiesa di S. Maria del Ponte alla Rovana                                                                                      | Chiesa di S. Maria del Ponte alla Rovana                                                                                       |           |      | 689.346             | 129.740             | 46.313118°N 8.598564°E |
| 5403     | Chiesa parrocchiale, edificio di culto medievale Cevio vecchio,chiesa di S. Maria Assunta e S. Giovanni con ossario e portico | Chiesa parrocchiale, edificio di culto medievale Cevio vecchio, chiesa di S. Maria Assunta e S. Giovanni con ossario e portico |           |      | 689.615             | 130.760             | 46.322257°N 8.602252°E |
| 5401     | Pretorio | Pretorio |           |      | 689.561             | 130.107             | 46.316391°N 8.601425°E |

## Coldrerio
| KGS No.? | Immagine | Nome     | Indirizzo | Tipo | CH1903 coordinata X | CH1903 coordinata Y | Luogo                  |
| -------- | -------- | -------- | --------- | ---- | ------------------- | ------------------- | ---------------------- |
| 10531    | Torbiera | Torbiera |           |      | 720.250             | 079.300             | 45.854659°N 8.986763°E |

## Collina d'Oro
| KGS No.? | Immagine                                                                    | Nome                                                                        | Indirizzo                    | Tipo | CH1903 coordinata X | CH1903 coordinata Y | Luogo                  |
| -------- | --------------------------------------------------------------------------- | --------------------------------------------------------------------------- | ---------------------------- | ---- | ------------------- | ------------------- | ---------------------- |
| 5614     | Casa Camuzzi                                                                | Casa Camuzzi                                                                | Montagnola, Via Camuzzi      |      | 714.728             | 093.478             | 45.983128°N 8.919132°E |
| 5464     | Cimitero                                                                    | Cimitero                                                                    | Gentilino, via ai Canvetti   |      | 715.294             | 094.149             | 45.989067°N 8.926598°E |
| 5463     | Complesso della chiesa parrocchiale di S. Abbondio con ossario e Via Crucis | Complesso della chiesa parrocchiale di S. Abbondio con ossario e Via Crucis | Gentilino, via Sant'Abbondio |      | 715.400             | 094.083             | 45.988455°N 8.92795°E  |

## Cugnasco-Gerra
| KGS No.? | Immagine                           | Nome                               | Indirizzo | Tipo | CH1903 coordinata X | CH1903 coordinata Y | Luogo                  |
| -------- | ---------------------------------- | ---------------------------------- | --------- | ---- | ------------------- | ------------------- | ---------------------- |
| 5441     | Oratorio dei SS. Anna e Cristoforo | Oratorio dei SS. Anna e Cristoforo | Curogna   |      | 713.292             | 115.817             | 46.184285°N 8.905995°E |
| 5442     | Oratorio di S. Martino             | Oratorio di S. Martino             | Ditto     |      | 711.928             | 116.074             | 46.186824°N 8.888394°E |

## Curio
| KGS No.? | Immagine             | Nome                 | Indirizzo | Tipo | CH1903 coordinata X | CH1903 coordinata Y | Luogo                  |
| -------- | -------------------- | -------------------- | --------- | ---- | ------------------- | ------------------- | ---------------------- |
| 8567     | Museo Del Malcantone | Museo Del Malcantone |           |      | 710.237             | 095.578             | 46.002762°N 8.861683°E |

## Faido
| KGS No.? | Immagine                                    | Nome                                        | Indirizzo  | Tipo | CH1903 coordinata X | CH1903 coordinata Y | Luogo                  |
| -------- | ------------------------------------------- | ------------------------------------------- | ---------- | ---- | ------------------- | ------------------- | ---------------------- |
| 5452     | Casa Selvini                                | Casa Selvini                                | Faido      |      | 704.278             | 148.434             | 46.479106°N 8.796581°E |
| 5409     | Chiesa di S. Maria Assunta                  | Chiesa di S. Maria Assunta                  | Chiggiogna |      | 706.326             | 147.197             | 46.467658°N 8.822961°E |
| 5709     | Chiesa parrocchiale dei SS. Lorenzo e Agata | Chiesa parrocchiale dei SS. Lorenzo e Agata | Rossura    |      | 706.452             | 148.006             | 46.474915°N 8.824787°E |
| 5410     | Chiesa di S. Ambrogio                       | Chiesa di S. Ambrogio                       | Chironico  |      | 708.019             | 142.249             | 46.422884°N 8.843844°E |
| 5411     | Torre Pedrini                               | Torre Pedrini                               | Chironico  |      | 708.045             | 142.230             | 46.422709°N 8.844178°E |
| 5569     | Chiesa parrocchiale di S. Siro              | Chiesa parrocchiale di S. Siro              | Mairengo   |      | 703.554             | 149.537             | 46.489139°N 8.787401°E |

## Gambarogno
| KGS No.? | Immagine                                          | Nome                                              | Indirizzo                 | Tipo | CH1903 coordinata X | CH1903 coordinata Y | Luogo                  |
| -------- | ------------------------------------------------- | ------------------------------------------------- | ------------------------- | ---- | ------------------- | ------------------- | ---------------------- |
| 5562     | Complesso di S. Carlo: chiesa e casa parrocchiale | Complesso di S. Carlo: chiesa e casa parrocchiale | Magadino                  |      | 709.584             | 111.668             | 46.147582°N 8.857009°E |
| 9125     | Villa Ghisler                                     | Villa Ghisler                                     | Magadino, vicolo Tamaro 7 |      | 709.541             | 111.733             | 46.148173°N 8.856467°E |

## Giornico
| KGS No.? | Immagine                        | Nome                            | Indirizzo | Tipo | CH1903 coordinata X | CH1903 coordinata Y | Luogo                  |
| -------- | ------------------------------- | ------------------------------- | --------- | ---- | ------------------- | ------------------- | ---------------------- |
| 10455    | Caslasc, ruderi                 | Caslasc, ruderi                 |           |      | 710.250             | 139.020             | 46.393479°N 8.872093°E |
| 5470     | Chiesa di S. Maria del Castello | Chiesa di S. Maria del Castello |           |      | 710.166             | 139.875             | 46.401183°N 8.871204°E |
| 5471     | Chiesa di S. Nicolao            | Chiesa di S. Nicolao            | Rivascia  |      | 710.402             | 139.804             | 46.400506°N 8.874256°E |
| 5472     | Chiesa di S. Pellegrino         | Chiesa di S. Pellegrino         |           |      | 709.468             | 141.053             | 46.411892°N 8.862408°E |
| 5473     | Torre di Attone                 | Torre di Attone                 |           |      | 710.596             | 140.100             | 46.403136°N 8.876848°E |

## Gudo
| KGS No.? | Immagine  | Nome      | Indirizzo | Tipo | CH1903 coordinata X | CH1903 coordinata Y | Luogo                 |
| -------- | --------- | --------- | --------- | ---- | ------------------- | ------------------- | --------------------- |
| 10534    | Necropoli | Necropoli | Progero   |      | 716.000             | 114.350             | 46.17063°N 8.940696°E |

## Isorno
| KGS No.? | Immagine          | Nome              | Indirizzo              | Tipo | CH1903 coordinata X | CH1903 coordinata Y | Luogo                  |
| -------- | ----------------- | ----------------- | ---------------------- | ---- | ------------------- | ------------------- | ---------------------- |
| 8653     | Museo Onsernonese | Museo Onsernonese | Loco, Strada Cantonale |      | 695.239             | 117.521             | 46.202405°N 8.672563°E |

## Lavizzara
| KGS No.? | Immagine                   | Nome                       | Indirizzo | Tipo | CH1903 coordinata X | CH1903 coordinata Y | Luogo                 |
| -------- | -------------------------- | -------------------------- | --------- | ---- | ------------------- | ------------------- | --------------------- |
| 10533    | Insediamento a Mott d’Orei | Insediamento a Mott d’Orei | Fusio     |      | 693.930             | 144.150             | 46.442104°N 8.66098°E |

## Ligornetto
| KGS No.?   | Immagine            | Nome                | Indirizzo | Tipo | CH1903 coordinata X | CH1903 coordinata Y | Luogo                 |
| ---------- | ------------------- | ------------------- | --------- | ---- | ------------------- | ------------------- | --------------------- |
| 5503, 8631 | Casa Museo Vela     | Casa Museo Vela     |           |      | 717.384             | 080.286             | 45.864029°N 8.95012°E |
| 8631       | Museo Vincenzo Vela | Museo Vincenzo Vela |           |      | 717.384             | 080.286             | 45.864029°N 8.95012°E |

## Locarno
| KGS No.? | Immagine                                                      | Nome                                                          | Indirizzo                            | Tipo | CH1903 coordinata X | CH1903 coordinata Y | Luogo                  |
| -------- | ------------------------------------------------------------- | ------------------------------------------------------------- | ------------------------------------ | ---- | ------------------- | ------------------- | ---------------------- |
| 9266     | Casorella                                                     | Casorella                                                     | Via Bartolomeo Rusca 5               |      | 704.642             | 113.886             | 46.168316°N 8.793552°E |
| 5508     | Chiesa di S. Francesco e antico convento                      | Chiesa di S. Francesco e antico convento                      | Piazza San Francesco 19              |      | 704.507             | 113.837             | 46.167896°N 8.791793°E |
| 5509     | Chiesa di S. Maria Assunta (Chiesa Nuova) e Casa dei Canonici | Chiesa di S. Maria Assunta (Chiesa Nuova) e Casa dei Canonici | via Cittadella                       |      | 704.660             | 114.017             | 46.169492°N 8.793814°E |
| 5510     | Chiesa di S. Maria in Selva e cimitero                        | Chiesa di S. Maria in Selva e cimitero                        | via Vallemaggia                      |      | 704.225             | 114.053             | 46.169883°N 8.788191°E |
| 5507     | Complesso del Castello Visconteo                              | Complesso del Castello Visconteo                              | piazza Castello                      |      | 704.629             | 113.848             | 46.167976°N 8.793375°E |
| 11788    | Museo del Castello con collezioni archeologiche               | Museo del Castello con collezioni archeologiche               | piazza Castello                      |      | 704.629             | 113.848             | 46.167976°N 8.793375°E |
| 11762    | Fondi della biblioteca cantonale                              | Fondi della biblioteca cantonale                              | Palazzo Morettini, via Cappuccini 12 |      | 704.745             | 114.175             | 46.170899°N 8.79495°E  |
| 8637     | Pinacoteca comunale Casa Rusca                                | Pinacoteca comunale Casa Rusca                                | piazza Sant'Antonio                  |      | 704.482             | 114.012             | 46.169474°N 8.791509°E |
| 9490     | Scuola elementare ai Saleggi                                  | Scuola elementare ai Saleggi                                  | via delle Scuole                     |      | 704.675             | 113.222             | 46.162339°N 8.793831°E |
| 9491     | Scuola media                                                  | Scuola media                                                  | via Dr. G. Varesi 30                 |      | 704.788             | 113.357             | 46.163535°N 8.795324°E |

## Losone
| KGS No.? | Immagine     | Nome         | Indirizzo      | Tipo | CH1903 coordinata X | CH1903 coordinata Y | Luogo                |
| -------- | ------------ | ------------ | -------------- | ---- | ------------------- | ------------------- | -------------------- |
| 9492     | Scuola Media | Scuola Media | Via Primore 13 |      | 702.597             | 113.847             | 46.16828°N 8.76707°E |

## Lugano
| KGS No.? | Immagine                                                                        | Nome                                                                            | Indirizzo                  | Tipo | CH1903 coordinata X | CH1903 coordinata Y | Luogo                  |
| -------- | ------------------------------------------------------------------------------- | ------------------------------------------------------------------------------- | -------------------------- | ---- | ------------------- | ------------------- | ---------------------- |
| 5535     | Biblioteca Cantonale (edificio)                                                 | Biblioteca Cantonale (edificio)                                                 | Viale Carlo Cattaneo 6     |      | 717.822             | 095.884             | 46.004235°N 8.959649°E |
| 9347     | Biblioteca Cantonale                                                            | Biblioteca Cantonale                                                            | Viale Carlo Cattaneo 6     |      | 717.822             | 095.884             | 46.004235°N 8.959649°E |
| 9310     | Biblioteca «Salita dei Frati»                                                   | Biblioteca «Salita dei Frati»                                                   | salita dei Frati 4         |      | 717.005             | 096.306             | 46.008172°N 8.94921°E  |
| 5532     | Cattedrale di S. Lorenzo                                                        | Cattedrale di S. Lorenzo                                                        | via Cattedrale             |      | 716.962             | 095.909             | 46.004609°N 8.948556°E |
| 5533     | Chiesa di S. Maria degli Angioli                                                | Chiesa di S. Maria degli Angioli                                                | piazza Bernardino Luin 4   |      | 717.009             | 095.399             | 46.000014°N 8.949036°E |
| 5545     | Chiesa di S. Rocco                                                              | Chiesa di S. Rocco                                                              | piazzetta San Rocco 1      |      | 717.379             | 095.913             | 46.004573°N 8.953939°E |
| 10282    | Complesso cimiteriale                                                           | Complesso cimiteriale                                                           | via Trevano                |      | 717.843             | 097.626             | 46.019898°N 8.960356°E |
| 5534     | Complesso di Villa Ciani, giardino pubblico                                     | Complesso di Villa Ciani, giardino pubblico                                     | viale Carlo Cattaneo       |      | 717.580             | 095.926             | 46.004655°N 8.956537°E |
| 8627     | Museo civico delle belle arti                                                   | Museo civico delle belle arti                                                   | viale Carlo Cattaneo       |      | 717.580             | 095.926             | 46.004655°N 8.956537°E |
| 8799     | Fonoteca nazionale svizzera                                                     | Fonoteca nazionale svizzera                                                     | via Soldino 9              |      | 716.291             | 096.056             | 46.006047°N 8.939933°E |
| 8626     | Museo cantonale d'arte                                                          | Museo cantonale d'arte                                                          | via Canova 10              |      | 717.327             | 095.886             | 46.004339°N 8.953261°E |
| 8644     | Museo cantonale di storia naturale                                              | Museo cantonale di storia naturale                                              |                            |      | 717.863             | 095.969             | 46.004992°N 8.9602°E   |
| 5554     | Palazzo civico                                                                  | Palazzo civico                                                                  | piazza della Riforma       |      | 717.172             | 095.792             | 46.00352°N 8.951237°E  |
| 10283    | Palazzo e cinema Corso                                                          | Palazzo e cinema Corso                                                          | via Pioda                  |      | 717.375             | 096.096             | 46.006219°N 8.953933°E |
| 5537     | Palazzo Riva                                                                    | Palazzo Riva                                                                    | via Francesco Soave 9      |      | 717.104             | 095.892             | 46.004432°N 8.950385°E |
| 5539     | Palazzo Riva                                                                    | Palazzo Riva                                                                    | via Massimiliano Magatti 2 |      | 717.267             | 095.859             | 46.004107°N 8.95248°E  |
| 5540     | Palazzo Riva                                                                    | Palazzo Riva                                                                    | via Pretorio 7             |      | 717.190             | 096.032             | 46.005676°N 8.951529°E |
| 9158     | Radiotelevisione svizzera di lingua italiana (RTSI) (archivio e documentazione) | Radiotelevisione svizzera di lingua italiana (RTSI) (archivio e documentazione) |                            |      | 716.114             | 096.314             | 46.008398°N 8.937712°E |
| 5379     | Villa Favorita e parco                                                          | Villa Favorita e parco                                                          | Castagnola                 |      | 719.292             | 095.454             | 46.00011°N 8.978512°E  |

## Maggia
| KGS No.? | Immagine                                    | Nome                                        | Indirizzo | Tipo | CH1903 coordinata X | CH1903 coordinata Y | Luogo                  |
| -------- | ------------------------------------------- | ------------------------------------------- | --------- | ---- | ------------------- | ------------------- | ---------------------- |
| 5563     | Chiesa di S. Maria delle Grazie in Campagna | Chiesa di S. Maria delle Grazie in Campagna |           |      | 698.355             | 121.836             | 46.240768°N 8.713835°E |

## Magliaso
| KGS No.? | Immagine               | Nome                   | Indirizzo | Tipo | CH1903 coordinata X | CH1903 coordinata Y | Luogo                  |
| -------- | ---------------------- | ---------------------- | --------- | ---- | ------------------- | ------------------- | ---------------------- |
| 10393    | Castello di S. Giorgio | Castello di S. Giorgio |           |      | 712.351             | 093.861             | 45.986972°N 8.888557°E |

## Massagno
| KGS No.? | Immagine                      | Nome                          | Indirizzo       | Tipo | CH1903 coordinata X | CH1903 coordinata Y | Luogo                 |
| -------- | ----------------------------- | ----------------------------- | --------------- | ---- | ------------------- | ------------------- | --------------------- |
| 9146     | Casa d’appartamenti Albairone | Casa d’appartamenti Albairone | Via Ceresio 5–9 |      | 716.389             | 096.350             | 46.008674°N 8.94127°E |

## Mendrisio
| KGS No.? | Immagine                                                                        | Nome                                                                            | Indirizzo                    | Tipo | CH1903 coordinata X | CH1903 coordinata Y | Luogo                  |
| -------- | ------------------------------------------------------------------------------- | ------------------------------------------------------------------------------- | ---------------------------- | ---- | ------------------- | ------------------- | ---------------------- |
| 5586     | Casa Croci                                                                      | Casa Croci                                                                      | Via Municipio 13             |      | 720.176             | 081.186             | 45.871634°N 8.986289°E |
| 10550    | Casa dei Pagani Tre Buchi                                                       | Casa dei Pagani Tre Buchi                                                       |                              |      | 720.430             | 082.050             | 45.879359°N 8.989779°E |
| 5590     | Chiesa di S. Sisinio alla Torre                                                 | Chiesa di S. Sisinio alla Torre                                                 |                              |      | 720.420             | 080.860             | 45.868658°N 8.989348°E |
| 5582     | Chiesa di S. Martino                                                            | Chiesa di S. Martino                                                            |                              |      | 719.770             | 081.995             | 45.878981°N 8.981267°E |
| 5583     | Complesso di S. Giovanni: convento, chiesa di S. Giovanni, Oratorio di S. Maria | Complesso di S. Giovanni: convento, chiesa di S. Giovanni, Oratorio di S. Maria | via Vecchio Ginnasio 30      |      | 720.317             | 081.312             | 45.872742°N 8.988137°E |
| 5584     | Palazzo Pollini                                                                 | Palazzo Pollini                                                                 | via Portico Virunio          |      | 720.230             | 080.947             | 45.869475°N 8.986924°E |
| 5585     | Palazzo Torriani                                                                | Palazzo Torriani                                                                | via Paolo Torriani 1         |      | 720.339             | 081.086             | 45.870705°N 8.988362°E |
| 8633     | Pinacoteca cantonale Giovanni Züst                                              | Pinacoteca cantonale Giovanni Züst                                              | Rancate, via Pinacoteca Züst |      | 718.809             | 081.106             | 45.871155°N 8.968669°E |
| 10456    | Insediamento medievale e materiale sporadico preistorico a Castello             | Insediamento medievale e materiale sporadico preistorico a Castello             | Tremona                      |      | 718.100             | 082.650             | 45.885165°N 8.959927°E |
| 5595     | Villa Argentina                                                                 | Villa Argentina                                                                 | Largo Bernasconi 2           |      | 720.076             | 080.711             | 45.867379°N 8.984881°E |
| 5581     | Villa con mosaico a S. Maria in Borgo                                           | Villa con mosaico a S. Maria in Borgo                                           | via Santa Maria              |      | 720.350             | 081.230             | 45.871998°N 8.988541°E |

## Meride
| KGS No.? | Immagine               | Nome                   | Indirizzo | Tipo | CH1903 coordinata X | CH1903 coordinata Y | Luogo                  |
| -------- | ---------------------- | ---------------------- | --------- | ---- | ------------------- | ------------------- | ---------------------- |
| 5600     | Chiesa di S. Silvestro | Chiesa di S. Silvestro |           |      | 717.259             | 083.395             | 45.892011°N 8.949281°E |

## Mezzovico-Vira
| KGS No.? | Immagine                | Nome                    | Indirizzo     | Tipo | CH1903 coordinata X | CH1903 coordinata Y | Luogo                  |
| -------- | ----------------------- | ----------------------- | ------------- | ---- | ------------------- | ------------------- | ---------------------- |
| 5604     | Chiesa di S. Mamete     | Chiesa di S. Mamete     | Via S. Mamete |      | 714.699             | 105.567             | 46.091859°N 8.921705°E |
| 5603     | Oratorio di S. Ambrogio | Oratorio di S. Ambrogio |               |      | 715.551             | 106.243             | 46.097794°N 8.932885°E |

## Miglieglia
| KGS No.? | Immagine                                | Nome                                    | Indirizzo | Tipo | CH1903 coordinata X | CH1903 coordinata Y | Luogo                  |
| -------- | --------------------------------------- | --------------------------------------- | --------- | ---- | ------------------- | ------------------- | ---------------------- |
| 5606     | Chiesa di S. Stefano al Colle e ossario | Chiesa di S. Stefano al Colle e ossario |           |      | 709.843             | 098.098             | 46.025491°N 8.857186°E |

## Minusio
| KGS No.? | Immagine                                               | Nome                                                   | Indirizzo | Tipo | CH1903 coordinata X | CH1903 coordinata Y | Luogo                  |
| -------- | ------------------------------------------------------ | ------------------------------------------------------ | --------- | ---- | ------------------- | ------------------- | ---------------------- |
| 5609     | Ca’ di Ferro e oratorio della Vergine dei Sette Dolori | Ca’ di Ferro e oratorio della Vergine dei Sette Dolori | Rivaplana |      | 706.921             | 114.710             | 46.175369°N 8.823243°E |

## Monteceneri
created on 21 November 2010 from Medeglia, Bironico, Camignolo, Rivera and Sigirino
| KGS No.? | Immagine                        | Nome                            | Indirizzo | Tipo | CH1903 coordinata X | CH1903 coordinata Y | Luogo                  |
| -------- | ------------------------------- | ------------------------------- | --------- | ---- | ------------------- | ------------------- | ---------------------- |
| 10561    | Ruderi del castello di S. Sofia | Ruderi del castello di S. Sofia | Bironico  |      | 715.790             | 108.340             | 46.116613°N 8.936493°E |
| 11742    | Stazione Radio Monte Ceneri     | Stazione Radio Monte Ceneri     | Bironico  |      | 714.125             | 110.979             | 46.140631°N 8.915602°E |
| 10301    | Stazione Radio Monte Ceneri     | Stazione Radio Monte Ceneri     | Rivera    |      | 714.213             | 110.933             | 46.140203°N 8.916729°E |

## Monte Carasso
| KGS No.? | Immagine                                                                             | Nome                                                                                 | Indirizzo | Tipo | CH1903 coordinata X | CH1903 coordinata Y | Luogo                 |
| -------- | ------------------------------------------------------------------------------------ | ------------------------------------------------------------------------------------ | --------- | ---- | ------------------- | ------------------- | --------------------- |
| 5617     | Chiesa di S. Bernardo                                                                | Chiesa di S. Bernardo                                                                |           |      | 719.570             | 117.006             | 46.193893°N 8.98759°E |
| 5618     | Fortificazioni ottocentesche (dette «Fortini della Fame») e Chiesa della SS. Trinità | Fortificazioni ottocentesche (dette «Fortini della Fame») e Chiesa della SS. Trinità |           |      | 719.913             | 116.334             | 46.187788°N 8.99186°E |

## Morbio Inferiore
| KGS No.? | Immagine                               | Nome                                   | Indirizzo            | Tipo | CH1903 coordinata X | CH1903 coordinata Y | Luogo                  |
| -------- | -------------------------------------- | -------------------------------------- | -------------------- | ---- | ------------------- | ------------------- | ---------------------- |
| 5624     | Santuario di S. Maria dei Miracoli     | Santuario di S. Maria dei Miracoli     | Salita alla Basilica |      | 722.416             | 079.240             | 45.853732°N 9.014625°E |
| 9495     | Scuola media                           | Scuola media                           |                      |      | 723.191             | 078.432             | 45.846325°N 9.02439°E  |
| 11700    | Villa Valsangiacomo, sito archeologico | Villa Valsangiacomo, sito archeologico |                      |      | 722.880             | 078.002             | 45.842514°N 9.020276°E |

## Morcote
| KGS No.? | Immagine                                               | Nome                                                   | Indirizzo | Tipo | CH1903 coordinata X | CH1903 coordinata Y | Luogo                  |
| -------- | ------------------------------------------------------ | ------------------------------------------------------ | --------- | ---- | ------------------- | ------------------- | ---------------------- |
| 10290    | Cappella di S. Antonio Abate con scalinata monumentale | Cappella di S. Antonio Abate con scalinata monumentale |           |      | 714.457             | 086.732             | 45.922503°N 8.914°E    |
| 5628     | chiesa di Santa Maria del Sasso                        | chiesa di Santa Maria del Sasso                        |           |      | 714.466             | 086.795             | 45.923068°N 8.914131°E |
| 5629     | Oratorio di S. Antonio da Padova, casa parrocchiale    | Oratorio di S. Antonio da Padova, casa parrocchiale    |           |      | 714.466             | 086.795             | 45.923068°N 8.914131°E |
| 5632     | Cimitero monumentale                                   | Cimitero monumentale                                   |           |      | 714.513             | 086.868             | 45.923716°N 8.914754°E |
| 9496     | Parco Scherrer                                         | Parco Scherrer                                         |           |      | 714.210             | 086.901             | 45.924064°N 8.910857°E |

## Muralto
| KGS No.? | Immagine                 | Nome                     | Indirizzo                                | Tipo | CH1903 coordinata X | CH1903 coordinata Y | Luogo                  |
| -------- | ------------------------ | ------------------------ | ---------------------------------------- | ---- | ------------------- | ------------------- | ---------------------- |
| 5639     | Collegiata Di S. Vittore | Collegiata Di S. Vittore | Via San Vittore                          |      | 705.530             | 114.404             | 46.172837°N 8.805164°E |
| 10293    | Grand Hotel              | Grand Hotel              | via Sempione 15–17                       |      | 705.045             | 114.330             | 46.172247°N 8.798869°E |
| 10535    | Vicus                    | Vicus                    | via della Collegiata / via del Municipio |      | 705.380             | 114.450             | 46.173274°N 8.803233°E |

## Onsernone
| KGS No.? | Immagine            | Nome                | Indirizzo | Tipo | CH1903 coordinata X | CH1903 coordinata Y | Luogo                  |
| -------- | ------------------- | ------------------- | --------- | ---- | ------------------- | ------------------- | ---------------------- |
| 5424     | Palazzo Della Barca | Palazzo Della Barca | Comologno |      | 687.832             | 117.596             | 46.204087°N 8.576625°E |

## Orselina
| KGS No.? | Immagine                                                                       | Nome                                                                           | Indirizzo     | Tipo | CH1903 coordinata X | CH1903 coordinata Y | Luogo                  |
| -------- | ------------------------------------------------------------------------------ | ------------------------------------------------------------------------------ | ------------- | ---- | ------------------- | ------------------- | ---------------------- |
| 5661     | Sacro Monte, chiesa dell’Annunziata, convento e chiesa della Madonna del Sasso | Sacro Monte, chiesa dell’Annunziata, convento e chiesa della Madonna del Sasso | via Santuario |      | 704.659             | 114.651             | 46.175194°N 8.793943°E |
| 11764    | Sacro Monte, Museo                                                             | Sacro Monte, Museo                                                             | via Santuario |      | 704.659             | 114.651             | 46.175194°N 8.793943°E |

## Personico
| KGS No.? | Immagine                             | Nome                                 | Indirizzo | Tipo | CH1903 coordinata X | CH1903 coordinata Y | Luogo                 |
| -------- | ------------------------------------ | ------------------------------------ | --------- | ---- | ------------------- | ------------------- | --------------------- |
| 10295    | Centrale Elettrica Comandi Biaschina | Centrale Elettrica Comandi Biaschina |           |      | 714.675             | 135.930             | 46.364946°N 8.92885°E |

## Ponte Capriasca
| KGS No.? | Immagine                           | Nome                               | Indirizzo       | Tipo | CH1903 coordinata X | CH1903 coordinata Y | Luogo                  |
| -------- | ---------------------------------- | ---------------------------------- | --------------- | ---- | ------------------- | ------------------- | ---------------------- |
| 5674     | Chiesa parrocchiale di S. Ambrogio | Chiesa parrocchiale di S. Ambrogio | Via alla Chiesa |      | 716.909             | 102.294             | 46.062043°N 8.949459°E |

## Prato Leventina
| KGS No.? | Immagine      | Nome          | Indirizzo | Tipo | CH1903 coordinata X | CH1903 coordinata Y | Luogo                  |
| -------- | ------------- | ------------- | --------- | ---- | ------------------- | ------------------- | ---------------------- |
| 10297    | Dazio Vecchio | Dazio Vecchio |           |      | 700.800             | 149.310             | 46.487517°N 8.751488°E |

## Pura
| KGS No.? | Immagine                        | Nome                            | Indirizzo | Tipo | CH1903 coordinata X | CH1903 coordinata Y | Luogo                  |
| -------- | ------------------------------- | ------------------------------- | --------- | ---- | ------------------- | ------------------- | ---------------------- |
| 10536    | Luogo di culto ai Monti Mondini | Luogo di culto ai Monti Mondini |           |      | 709.840             | 094.020             | 45.988815°N 8.856196°E |

## Quinto
| KGS No.? | Immagine                                           | Nome                                               | Indirizzo | Tipo | CH1903 coordinata X | CH1903 coordinata Y | Luogo                  |
| -------- | -------------------------------------------------- | -------------------------------------------------- | --------- | ---- | ------------------- | ------------------- | ---------------------- |
| 5693     | Chiesa parrocchiale dei SS. Pietro e Paolo, cripta | Chiesa parrocchiale dei SS. Pietro e Paolo, cripta |           |      | 697.666             | 151.871             | 46.511016°N 8.711219°E |

## Riva San Vitale
| KGS No.? | Immagine                  | Nome                      | Indirizzo          | Tipo | CH1903 coordinata X | CH1903 coordinata Y | Luogo                  |
| -------- | ------------------------- | ------------------------- | ------------------ | ---- | ------------------- | ------------------- | ---------------------- |
| 5700     | Battistero di S. Giovanni | Battistero di S. Giovanni | Via Settala        |      | 718.910             | 084.825             | 45.904584°N 8.970904°E |
| 9144     | Casa Bianchi              | Casa Bianchi              | via Formeggie 6    |      | 718.763             | 086.231             | 45.917255°N 8.969364°E |
| 5701     | Chiesa di S. Croce        | Chiesa di S. Croce        | via Santa Croce    |      | 718.816             | 085.070             | 45.906804°N 8.969755°E |
| 9272     | Palazzo della Croce       | Palazzo della Croce       | piazza Valleggio 6 |      | 718.833             | 085.024             | 45.906388°N 8.969963°E |

## Sant'Antonio
| KGS No.? | Immagine                | Nome                    | Indirizzo | Tipo | CH1903 coordinata X | CH1903 coordinata Y | Luogo                  |
| -------- | ----------------------- | ----------------------- | --------- | ---- | ------------------- | ------------------- | ---------------------- |
| 5717     | Antica miniera a Carena | Antica miniera a Carena |           |      | 728.460             | 114.040             | 46.165581°N 9.101906°E |

## Sementina
| KGS No.? | Immagine                                                  | Nome                                                      | Indirizzo | Tipo | CH1903 coordinata X | CH1903 coordinata Y | Luogo                  |
| -------- | --------------------------------------------------------- | --------------------------------------------------------- | --------- | ---- | ------------------- | ------------------- | ---------------------- |
| Unknown  | Fortificazioni ottocentesche (dette «Fortini della Fame») | Fortificazioni ottocentesche (dette «Fortini della Fame») |           |      | 720.500             | 115.425             | 46.179508°N 8.999227°E |
| 10537    | Insediamento medievale, S. Defendente                     | Insediamento medievale, S. Defendente                     |           |      | 719.913             | 116.334             | 46.187788°N 8.99186°E  |

## Serravalle
| KGS No.? | Immagine                                                | Nome                                                    | Indirizzo              | Tipo | CH1903 coordinata X | CH1903 coordinata Y | Luogo                  |
| -------- | ------------------------------------------------------- | ------------------------------------------------------- | ---------------------- | ---- | ------------------- | ------------------- | ---------------------- |
| 5572     | Casa dei pagani                                         | Casa dei pagani                                         | Malvaglia              |      | 718.960             | 141.120             | 46.410879°N 8.985849°E |
| 5570     | Chiesa parrocchiale di S. Martino con ossario e sagrato | Chiesa parrocchiale di S. Martino con ossario e sagrato | Malvaglia              |      | 718.808             | 140.303             | 46.403558°N 8.983664°E |
| 5725     | Chiesa parrocchiale di S. Maria Assunta e ossario       | Chiesa parrocchiale di S. Maria Assunta e ossario       | Semione, Via Cantonale |      | 717.898             | 140.766             | 46.407882°N 8.97195°E  |
| 5727     | Oratorio di S. Maria Bambina a Navone                   | Oratorio di S. Maria Bambina a Navone                   | Semione                |      | 717.038             | 141.528             | 46.414886°N 8.960961°E |
| 5726     | Rovine del castello di Serravalle                       | Rovine del castello di Serravalle                       | Semione                |      | 717.962             | 141.254             | 46.41226°N 8.972907°E  |

## Sonvico
| KGS No.? | Immagine                                                | Nome                                                    | Indirizzo | Tipo | CH1903 coordinata X | CH1903 coordinata Y | Luogo                  |
| -------- | ------------------------------------------------------- | ------------------------------------------------------- | --------- | ---- | ------------------- | ------------------- | ---------------------- |
| 5742     | Chiesa prepositurale di S. Giovanni Battista a Corcaréi | Chiesa prepositurale di S. Giovanni Battista a Corcaréi |           |      | 720.125             | 101.900             | 46.057935°N 8.990908°E |
| 5743     | Oratorio di S. Martino                                  | Oratorio di S. Martino                                  |           |      | 720.085             | 102.360             | 46.062079°N 8.990508°E |

## Tegna
| KGS No.? | Immagine                                                        | Nome                                                            | Indirizzo | Tipo | CH1903 coordinata X | CH1903 coordinata Y | Luogo                  |
| -------- | --------------------------------------------------------------- | --------------------------------------------------------------- | --------- | ---- | ------------------- | ------------------- | ---------------------- |
| 5752     | Castelliere, materiale sporadico preistorico e strutture romane | Castelliere, materiale sporadico preistorico e strutture romane |           |      | 701.200             | 116.250             | 46.190104°N 8.749505°E |

## Val Mara
| KGS No.? | Immagine                             | Nome                                 | Indirizzo                | Tipo | CH1903 coordinata X | CH1903 coordinata Y | Luogo                  |
| -------- | ------------------------------------ | ------------------------------------ | ------------------------ | ---- | ------------------- | ------------------- | ---------------------- |
| 5710     | Oratorio di S. Vigilio               | Oratorio di S. Vigilio               | Via San Vigilio, Rovio   |      | 719.890             | 087.987             | 45.932849°N 8.984332°E |
| 5577     | Chiesa della Madonna del Castelletto | Chiesa della Madonna del Castelletto | Via alla Madonna, Melano |      | 720.385             | 086.538             | 45.91973°N 8.990342°E  |

## Vezia
| KGS No.? | Immagine                                             | Nome                                                 | Indirizzo | Tipo | CH1903 coordinata X | CH1903 coordinata Y | Luogo                  |
| -------- | ---------------------------------------------------- | ---------------------------------------------------- | --------- | ---- | ------------------- | ------------------- | ---------------------- |
| 10515    | Insediamento e luogo di culto medievale a S. Martino | Insediamento e luogo di culto medievale a S. Martino |           |      | 716.310             | 098.310             | 46.026316°N 8.940735°E |
| 5764     | Villa Negroni con parco                              | Villa Negroni con parco                              |           |      | 715.945             | 098.491             | 46.028006°N 8.936067°E |